# Duke Nukem 3D
Duke Nukem 3D — відеогра у жанрі шутер від першої особи, розроблена 3D Realms та випущена GT Interactive Software на персональні комп'ютери
29 січня 1996 року. Доповнення Plutonium Pak було випущено у листопаді того ж року.
Гра має гумористичний настрій та розповідає про пригоди такого собі нашпигованого стероїдами мачо Дюка Нюкема, якому довелося рятувати Землю від атаки прибульців, які надумали вкрасти земних жінок («крихіток», як їх називає сам Дюк).

## Синопсис

### Сетінг
Події гри відбуваються на планеті Земля, «десь на початку 21-го століття». Гра багата на різноманітні локації: кінотеатр для дорослих в захопленому прибульцями Лос-Анджелесі, японський ресторан, затоплене місто, космічні станції, військові бази та пустелі з глибокими каньйонами і таємничими печерами. 

У грі багато натяків та пародій на популярну американську культуру, зокрема у висловлюваннях самого Дюка, які були взяті з таких відомих фільмів як «Щелепи», «Вони живуть», «Зловісні мерці 2», «Брудний Гаррі», «Кримінальне чтиво» та «Чужі». У самій грі можна знайти трупи таких відомих персонажів як Люк Скайвокер, Індіана Джонс, головний герой серії ігор «Doom» та розтрощений скелет робота T-800 з фільму «Термінатор». Обкладинка гри пародіює обкладинку фільму «Армія темряви», а Дюк позує як Еш Вільямс, головний герой стрічки.

## Ігровий процес
Duke Nukem 3D — це тривимірний шутер від першої особи, де більшу частину ігрового процесу займає знищення ворогів. Для цієї мети у розпорядженні гравця знаходиться арсенал різноманітної зброї та інвентар з деякими корисними предметами.

### Дизайн рівнів
Локації гри побудовані досить нелінійно, з можливістю використати обхідні шляхи, такі як вентиляційні шахти, приховані проходи або просте вікно, щоб уникнути ворога, або знищити його з найвдалішої позиції. Досліджуючи рівень можна знайти секретні кімнати та полички зі зброєю та предметами, а також великодні яйця від розробників гри. На рівнях багато предметів та декорацій, які може використати або просто знищити. Наприклад, якщо випити води з фонтанчика або з розбитого гідранта, це трохи покращить здоров'я. Можна також вмикати світло у кімнаті, щоб покращити видимість. Мабуть, найвідоміший приклад це танцівниці стриптизу. Якщо підійти до такої дами і натиснути клавішу «використати», то Дюк протягне їй гроші зі словами «Shake it, baby!», що та і продемонструє.

### Зброя та спорядження
«Могутній чобіт» — завжди з Дюком. Удар ногою, типова для таких ігор слабка зброя для ближнього бою. Також доступні пістолет, дробовик, кулемет, ракетна гармата (гранатомет, що стріляє гранатами оснащеними ракетним двигуном), саморобні гранати (pipe bombs), два випромінювачі, один для заморозки ворога (freeze-ray), другий для зменшення (shrink-ray), міни з лазерним детектором руху та найпотужніша зброя гри — ручна реактивна система залпового вогню «Devastator».
До предметів, які може носити з собою Нюкем належать:
- Стероїди — збільшують швидкість пересування і повертають Дюка до нормального розміру, якщо той був уражений «зменшувачем».
- Портативна аптечка — дозволяє Дюку лікуватись, коли він цього потребує.
- Окуляри нічного бачення — дозволяють бачити у темряві.
- Голограма — показує тривимірну голограму Дюка Нюкема, що відволікає ворогів.
- Акваланг — дозволяє довше перебувати під водою.
- Захисні чоботи — дозволяють пересуватися по дуже гарячих або кислотних поверхнях без шкоди для здоров'я.
- Реактивний ранець — дозволяє літати.

Деякі предмети активуються автоматично, інші ж треба вмикати. Всі предмети мають «запас використання», який зменшується під час використання та врешті може повністю прибрати предмет з інвентаря.

### Монстри
У грі багато супротивників, серед яких є як прибульці, так і мутанти (свинополіцейські) та роботи (дрони). Вороги використовують різноманітну зброю, від слабких бластерів та власних кігтів, до величезних кулеметів та гранатометів. Деякі з монстрів можуть використовувати реактивний ранець, або патрульний повітряний катер щоб атакувати гравця згори. Так само як і у грі Quake, монстри мають вразливість до певної зброї, яка завдає їм набагато більше шкоди. У кінці кожного епізоду на Дюка чекає битва з босом — надзвичайно сильним монстром, з великим запасом здоров'я та потужною вогневою міццю.

### Сюжет
У самій грі досить мало відомостей про сюжет: стислий текстовий вступ у розділі головного меню Help та короткі відеоролики після завершення кожного епізоду. Вступ розповідає, що гра розпочинається одразу після подій гри Duke Nukem II. Дюк повертається до Лос-Анджелеса у своєму космічному крейсері, сподіваючись на відпустку але невідомі вороги пошкоджують його корабель. Відсилаючи сигнал про аварію, Дюк помічає, що прибульці атакували місто та перетворили усіх поліцейських на свиноподібних мутантів. Розуміючи, що його планам на відпочинок прийшов кінець, він натискає кнопку «катапультуватися» з рішучим наміром покарати загарбників.

Одиночна гра поділена на три частини:

У першому епізоді, «L.A. Meltdown», Дюк з боєм пробивається через дистопічний Лос-Анджелес, але його захоплюють у полон свинополіцейські. Врятувавшись із контрольованої прибульцями тюрми, Дюку вдається знайти у розломі Сан-Андреаса космічний крейсер, який був відповідальним за напад. Вбивши першого боса гри, Дюк дізнається, що прибульці викрадали земних жінок, а потім підриває корабель.

В наступному епізоді, «Lunar Apocalypse», Дюк вирушає у космос, де знаходить захоплені прибульцями космічні станції, на яких ті в інкубаторах зберігали полонених жінок. Діставшись до головного корабля прибульців, Дюк знищує їх командувача та з інформації на головному комп'ютері дізнається, що операція з викрадення жінок була лише приманкою, щоб відволікти його від головної атаки на Землю, яка вже розпочалася…

У третьому епізоді, «Shrapnel City», Дюк знов опиняється у Лос-Анджелесі, де йому доводиться протистояти значним силам прибульців. Нарешті, йому вдається вбити лідера прибульців: Імператора циклоїдів. Гра закінчується словами Дюка про те, що після доброго «відпочинку та релаксації» він знову буде «готовим до дії». Невідома жінка кличе Нюкема назад у ліжко.

Історія продовжується у додатку «Plutonium Pak», який презентував четвертий епізод: «The Birth». Виявляється, що прибульці викрадали жінок щоб створити Королеву, істоту, яка б змогла народжувати смертоносні створіння — дронів. Дюка Нюкема викликають до Лос-Анджелесу, щоб знищити орду прибульців. Дюку вдається знайти та вбити Королеву, тим самим зупинивши план прибульців.

## Доповнення та версії для ПК
- Plutonium PAK/Atomic Edition — єдине офіційне доповнення, що було розроблене 3D Realms. Atomic Edition версія гри була випущена у листопаді 1996 року та містила три оригінальні епізоди та новий, четвертий епізод який складався з одинадцяти рівнів. Доповнення також додавало нову зброю, ворогів (включно з новим босом) та вносило покращення до скриптів гри, полегшуючи модифікацію гри. Нарешті, гравець міг влаштовувати матчі проти ботів. Plutonium PAK містив те саме, але був випущений як патч для гравців, які вже придбали гру. Останньою офіційною версією Atomic Edition є версія 1.5.
- Duke Caribbean Vacation: Life's a Beach — офіційно дозволене доповнення, розроблене Sunstorm Interactive. Дюк вирушає у відпустку на Карибські острови, але прибульці опиняються там раніше. Тотальна конверсія гри, що змінює більшість графіки гри. Пістолет та рушниця тепер водяні, а замість гранат тепер ананаси. Свинополіцейські вдягнуті у квітчасті сорочки та шльопанці, а замість стриптизерш Дюка розважатимуть туристки у купальниках. Все це супроводжується новою музикою в латинському стилі.
- Duke it out in D.C — у цьому неофіційному доповнені, прибульці викрали президента Біла Клінтона, і Нюкем повинен врятувати його. Події відбуваються на таких відомих локаціях як Білий дім, штаб-квартира ФБР, Смітсонівський інститут, Монумент Вашингтона та інших місцях Вашингтону.
- Duke: Nuclear Winter — прибульці взяли під контроль Санта Клауса, і змушують його працювати на них. Доповнення містить нові рівні, серед яких «зимова» версія першого рівня оригінальної гри, та майстерня Санти на Північному полюсі. Також присутні такі вороги, як сніговики та зелені ельфи.